# Albrecht IV (książę Meklemburgii)
Albrecht IV (ur. ok. 1360 r., zm. ok. 1388 r.) – książę Meklemburgii-Schwerin od 1383 r., razem ze stryjami Albrechtem III, królem Szwecji i Magnusem I (zmarłym w 1384 r.), a od 1384 r. z kuzynem Janem IV.

## Życiorys
Albrecht był jedynym synem księcia Meklemburgii-Schwerin Henryka III i królewny duńskiej Ingeborgi (1347–ok. 1370), córki króla Danii Waldemara IV Atterdaga. 
W 1371 r. dziad Albrechta, książę Meklemburgii-Schwerin Albrecht II, i król duński Waldemar Atterdag zawarli układ o zapewnieniu Albrechtowi następstwa duńskiego tronu (poprzez matkę był wnukiem króla Waldemara, który nie miał męskich potomków). Plan ten jednak nie został zrealizowany; po śmierci Waldemara na króla duńskiego został wybrany inny z jego wnuków, późniejszy król Norwegii Olaf Haakonsson.
Żoną Albrechta była Elżbieta z Holsztynu. Małżeństwo było bezdzietne.